# Myzomela chloroptera
Myzomela chloroptera е вид птица от семейство Meliphagidae.

## Разпространение
Видът е разпространен в Индонезия.